# 台灣中秋節
台灣中秋節，又稱八月半、八月節，中秋節為華人秋報祭祀的傳統節日之一，古代社會有春祈秋報之風俗，由於春天耕耘，到了秋天便是秋報的社祭，該節日隨著漢族移民的移入而被流傳至臺灣，演變至今，台灣漢族民間信仰相傳「社神」伯公、土地公（福德正神） 農曆八月十六日成道聖誕，每屆八月十五便會祭祀庇佑土地合境守護神土地公。是日亦是太陰星君、月老星君誕辰，因此家戶信眾亦會舉行中秋例祭，酬謝神明。

## 中秋祭祀
祭拜土地伯公時，人們會備妥牲禮、瓜果、月光餅、菜粿、月餅、柚子與花生麻糬外，還會準備米粉、芋頭（米粉芋）等重要祭品。台灣俗語稱：「食米粉芋，予囝孫好頭路」（臺羅：tsia̍h bí-hún ōo ，hōo kiánn-sun hó thâu-lōo ），除了感念神明庇佑豐收外，還有祈願子孫仕事順利之意味。祭拜土地公、神明、地基主與祖先，時間與供品形式依照奉祀對象而有小異。此外，農人亦會在田頭安奉「土地公拐」，象徵本境由土地公拄杖巡視，得以攘除不祥、庇佑農事，而北台灣多於端午設置，而南台灣則在中秋。
中秋夜裡，婦孺會祭拜太陰娘娘即「月娘」。人們會擺設「香案」，供上鮮花、中秋糕餅、素果或化妝品等，燃金祝禱祈求美貌、姻緣及庇佑孩童平安。

## 料理食事
依據《臺灣府志》叢書記載，反應古代中秋時興習俗與當代無異：
|  | 中秋祭當境土地，張燈演戲，與二月二日同，春祈而秋報也。士子宴燕賞月。制大月餅，名為「中秋餅」。朱書「元」字，擲四紅奪之，取秋闈奪元之兆。山橋野店，歌吹相聞，謂之「社鼓」。 |

### 月光餅、狀元餅、月餅
「月光餅」又稱「中秋餅」或「狀元餅」或「團圓餅」，即為台灣傳統中秋糕餅。舉凡在中秋節這天，圓形的食物或糕餅皆可作為「月光餅」上供。故各地又衍伸出宜蘭「菜餅」，南台灣「麻糬餅」、「香餅」、「蕃薯餅」、北台灣「肉餅」、「台灣大餅」、「狀元餅」、新竹「竹塹餅」、台東「封仔餅」、客家「月華餅」、澎湖「冬瓜糕」等種類。月光餅是中秋重要的祭祀供饌與應景食物，舊時月光餅尚非現代概念的月餅，受近代日治時期工業化、戰後移民文化、美援麵粉引進與產業現代化，逐漸融匯成現代台式月餅文化。。
古代台灣科舉士子亦會玩一種名為「博餅」的遊戲。對弈與賭戲常為賞月的娛樂之一，加上八月十五為古代「秋闈」鄉試日子，人們會在餅上寫著紅色的「元」字。此時只要擲骰子擲出四、五紅點者便被認定為「取秋闈奪元」的吉兆，故月光餅又名「狀元餅」。
|  | 碧天雲淨水煙微，砧杵無聲一鏡飛，畫餅香中人盡醉，嫦娥親見奪元歸。 |

現今最早明確描述「博餅」習俗的漢文史料，記載於1685年蔣毓英修《臺灣府志》與1741年間御史張湄的風物詩《中秋》中，各地如台南安平、彰化鹿港、嘉義鹿草與南崁五福宮皆有流傳。台灣進入日治時代科舉制度結束、博餅習俗漸衰甚至消失，惟「狀元餅」一詞流傳，近代復興。現以登錄法定民俗金門博餅具代表，內涵多以國姓爺傳說為主。

### 台灣月餅文化
台灣「中秋糕餅」種類大致可分為傳統月光餅範疇的粿、糕、膨餅，與當代月餅等類型。。糕餅除了用於四時節慶祭祀外，古代台灣社會已有互贈糕餅賀節之禮俗，舊時書院或書房的先生也會贈送糕餅給學生時，而學生需以紅包回禮。現代社會，月餅口味造型各具特色，傳統「糕仔潤」的鳳梨酥、芋頭酥等糕餅亦演變為中秋節禮，蔚為「月餅景氣」。家人親堂、鄰里或公司行號間餽贈月餅、禮盒與禮金用以賀節。

### 食事風物
柚子為中秋代表的盛產水果，又與「佑」同音、亦諧音「祐子」而廣受青睞。常用於祭祀、餽贈與觀月會時品嚐，兒童還會頭戴「柚皮帽」嬉戲遊藝。相傳土地公喜愛麻糬，供上麻糬可以黏住土地公的鬍鬚、沾黏財富與福氣。祭拜土地公時除了柚子與甜料外，亦會準備台式花生麻糬以祈好運。馬祖流行「繼光餅」，而金門則會慣以「番薯芋」、「金瓜粿」或製成「九豬羊仔粿」用來祭祀神明。
台灣花蟹、三點仔與紅蟳等秋蟹肉質滋美，西濱地區流行中秋節前吃公蟹膏、中秋節後吃母蟹黃。中秋富涵「月圓人團圓」寓意，村莊時值水鴨（台灣菜鴨或番鴨）成熟期與入秋，傳統社會或有為烹煮火鍋圍爐過節，今高雄美濃地區仍有食「水鴨公」火鍋的風俗。

### 中秋烤肉會
1970年代，隨著工商社會發展與戶外遊憩興起，逐漸形成烤肉風氣。台灣中秋節烤肉文化有多種的起源說，各式主張眾說紛紜；隨著電視「一家烤肉萬家香」廣告，如今普遍於中秋假期團聚烤肉。

## 風俗娛樂

### 賞月會、聽香、熬夜
中秋是夕夜裡張燈結彩、皓月之下全家人團聚品嚐月光餅、柚子，或吟詩對弈來慶祝月圓即為「觀月會」，又稱「賞月」。
中秋夜裡，詩社與書院書生齊聚結社，設宴吟詩。民間或懸掛燈籠舉行燈謎會，古安平地方尚有燃走馬燈習俗。為乞求長壽，傳說處女在中秋夜裡越晚睡，能使父母延年益壽。舊時尚賭文化風行，人們為度過中秋長壽夜，又時興賭博，故又延伸出「博中秋餅」、「博狀元」文化。

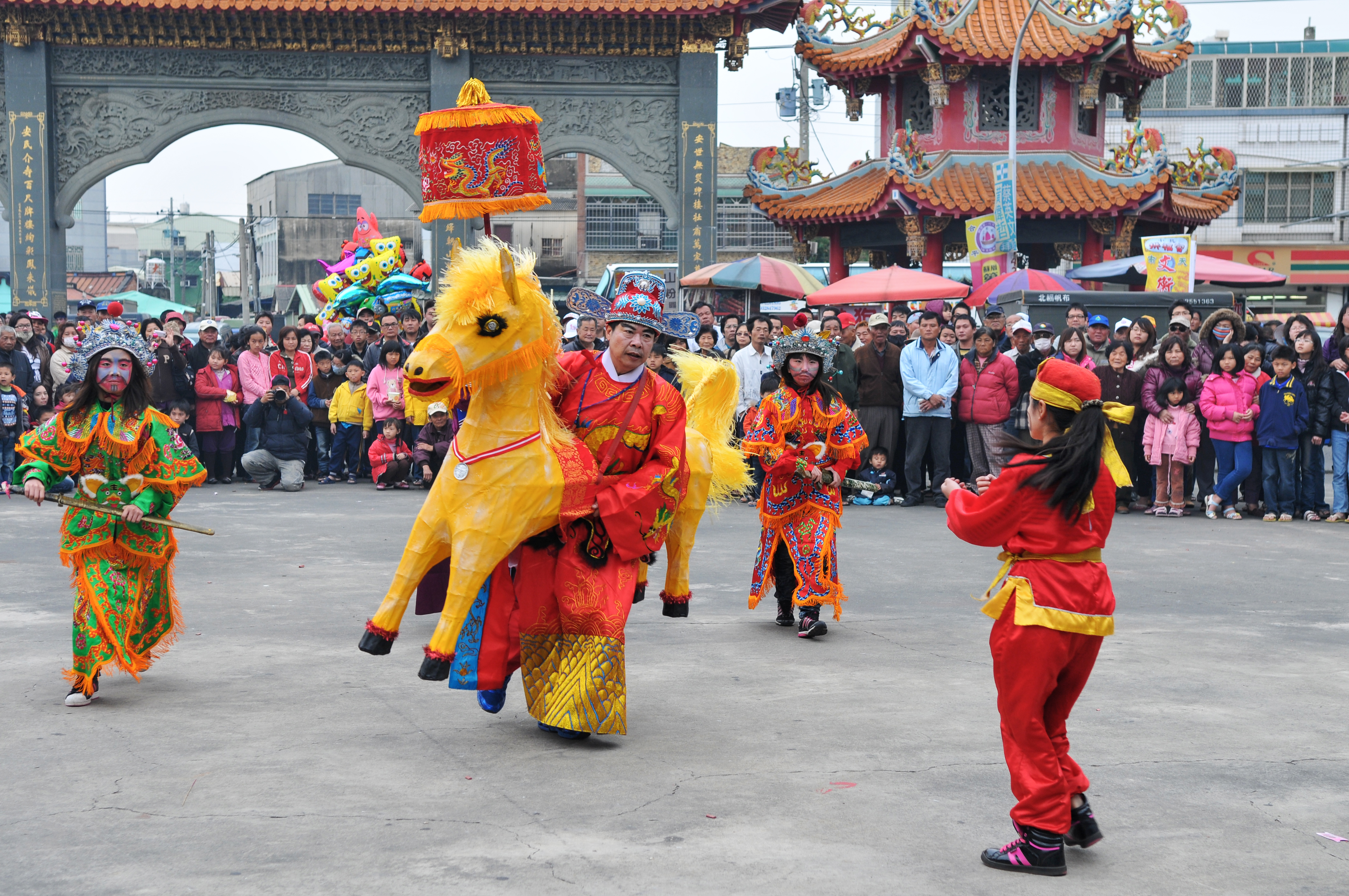
布馬陣。

#### 偷菜、跳菜股、求姻緣
中秋夜裡婦孺在戶外庭院設置香案圓桌、燃燭鳴砲，朝向太陰娘娘祭拜祈求姻緣與子息，稱為「拜月」或「祭月」。
中秋偷俗與元宵夜相同：秋夕夜裡，未婚男女「偷挽蔥嫁好翁」、「偷挽菜嫁好婿」、「跳菜股娶好某」，在田中偷拔瓜菜 (結束需當場丟掉)，或跳過一股股的田畦，得以嫁得好夫婿或娶得好新娘。舊時男女授受不親，菜園的中秋餘興正好為擇友社交場合。
農曆八月十五為月老星君誕辰，適婚男女祈求姻緣、桃花之時機。古代社會偶有束縛使擇偶方式受限，豪門千金的姻緣之事或歸諸於天命來牽成，選擇在中秋節時搭高樓、結紅彩，舉行「拋繡球」擇友。

### 聽香、觀椅仔姑、觀四腳神
傳說婦女在元宵或中秋夜時，在神明前燒香默禱所求的事宜、請示神明出行方向後，用路人交談的第一句話或字句為靈感，來占卜吉凶。假如返家後擲筊為聖桮，代表答案正確，若反之則需繼續往前走。故又稱之「聽響」或「聽口彩」。
除了聽香暗卦外，民間曾流行許多起乩術 ，如取竹椅、掃帚、土地公拐等器物來舉行包括：以未婚少女為主的「觀椅姑」、籃仔姑、少年為主的「觀箸神」、兒童為主的「觀掃帚神」，乃至「觀水雞仔神」、「觀扁擔神」或「觀四腳神」等問卦儀式。出乩的咒令或口謠，依不同「器物神」有著各自的神秘與禁忌。

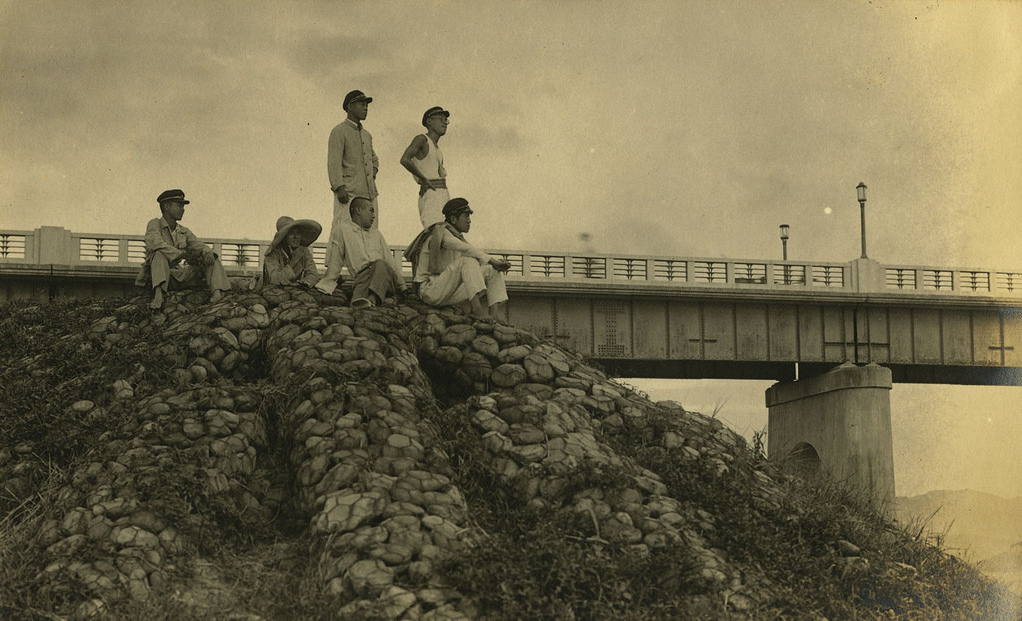
昔日川端橋為大台北文人墨客與日本人「網溪泛月」之賞月景點。

### 詩會與燈謎會
燈謎又稱燈猜會，古代詩人墨客興於中秋夜裡「張燈射虎」、吟詩作對。傳統將謎語以書條張貼或懸於花燈上，人們藉由「謎面」來猜射燈籠上的「謎底」；若猜中則擊鼓三面、贈與獎品，猜錯則敲鼓緣。日治時期民間為了傳承文化，各地文人、詩社紛紛設立「燈謎部」，爭相揭謎，除了報章雜誌亦會刊載謎語賀節、市面更有謎書流通。許多詩社亦擇中秋節結社，包括第一個女性詩社芸香詩社、台南鯤瀛詩社等。此外「聯吟會」、「賞月宴」或「觀月會」亦是文人墨客的秋夕雅興。

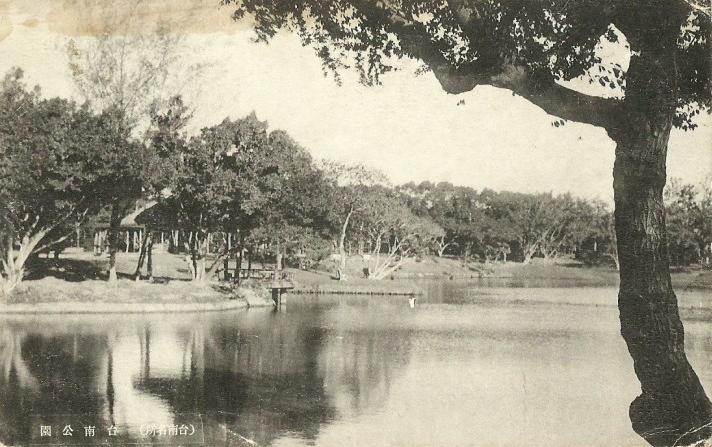
日治時期「燕潭秋月」為府城賞月名所。

### 岡山籃籗會

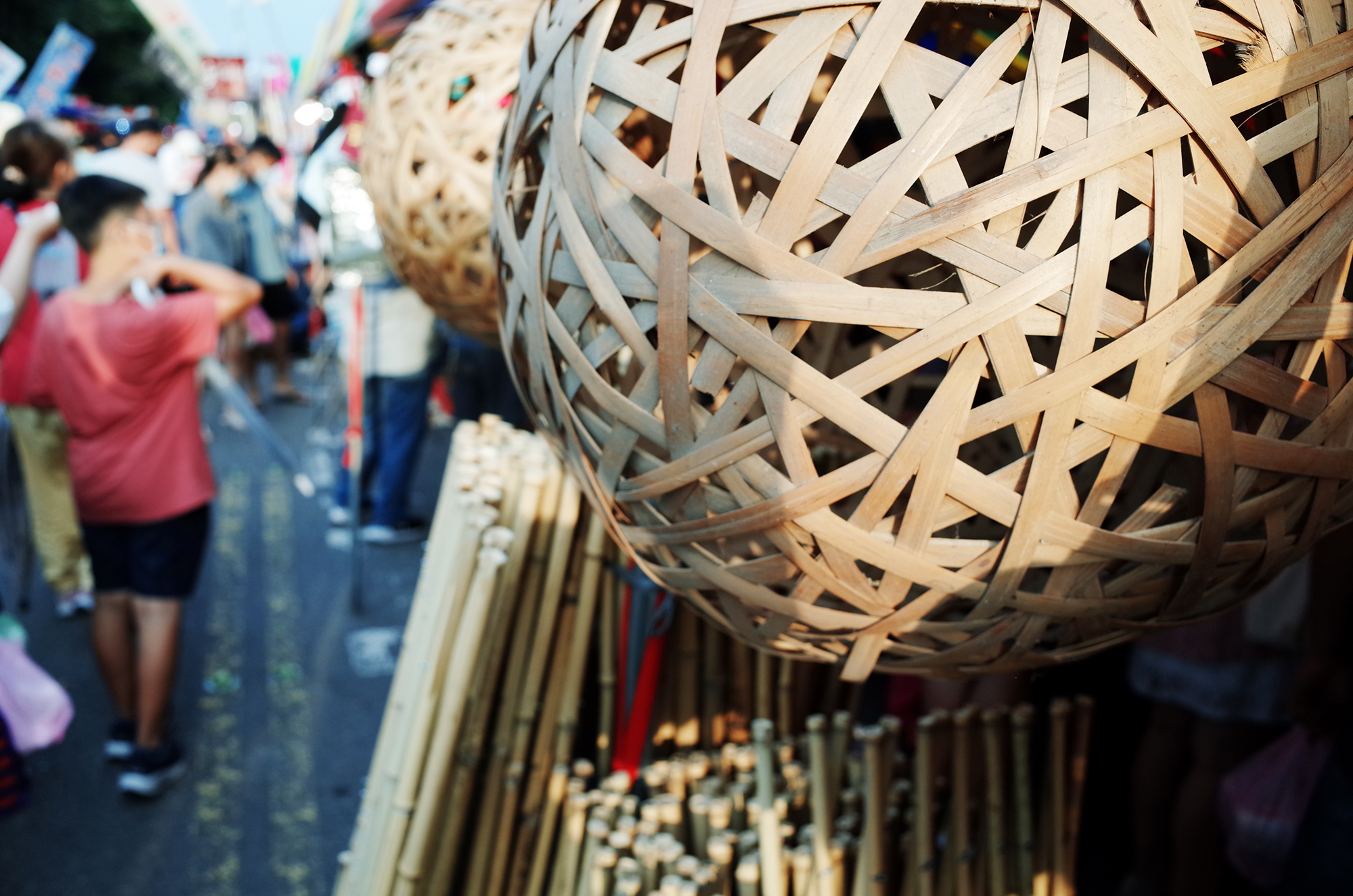
現代岡山籃籗會結合傳統農器具區、生活市集與美食攤商。

籃籗會、籃筐會或籮筐會。乃源於岡山地處鳳山與府城之交通要衢、又臨彌陀、永安與山區部落之輻輳點，昔日來自雲嘉南的貨主常齊聚阿公店趕集，而又因墟場交易以籮筐、竹籃、竹椅、扁擔、竹畚箕等竹類農具民藝品為主，故稱為「籃籗會」或「籃筐會」。
|  | 隣近鄉村，需用之人，皆出而爭購。商品最多者，為竹編類家具，次農具黃麻等。十一日自午前八時起各商雲集，至十時頃，各種商品重疊于街路兩邊，堆積如山。人山人海，幾至無立錐餘地。 |

隨著產業開化，日治時代中葉與戰後初期，逐漸出現如塑膠與紡織商品等物品。據台灣日日新報記載，燕巢角宿天后宮及苓雅聖公媽廟等地亦曾有籮筐會蹤跡，如今岡山籮筐會成為南台灣最大、全台唯一保留傳統農業社會趕集舊慣的活動。

### 趕天狗救月娘
古代社會對於大自然的天象異變往往戒慎恐懼，特別是「月食」現象更視為凶兆。月球軌道隨著季節變化不斷移動，亦會產生薄蝕變化。若中秋夜烏雲蔽月無法賞月，民間相傳為「天狗食月」，會聚集起來敲鑼弄鈸，驅趕天狗拯救月娘。若家中沒有鑼鼓，銅鼎、臉盆也可以拿來敲擊。俗語「破鼓罔救月」即形容趕天狗的民間遊戲 。

### 中秋盪鞦韆
古時農閒時分，傳統村莊或廟宇會設宴食福、演七子班戲感謝秋收，或搭高架盪鞦韆來禳災度節。又以礁溪協天廟、蘇澳福德正神廟擇中秋節舉辦鞦韆賽會。

### 舊時租佃決定日
由於時值秋收時節，地主是否繼續將土地租給佃農來耕墾，多以中秋節為基準來口頭告知。古代農事租佃契約口頭為憑，為能繼續租佃土地、佃戶照例於中秋送餅贈禮給予地主。戰後土地改革，不合理的農佃制度才廢止。

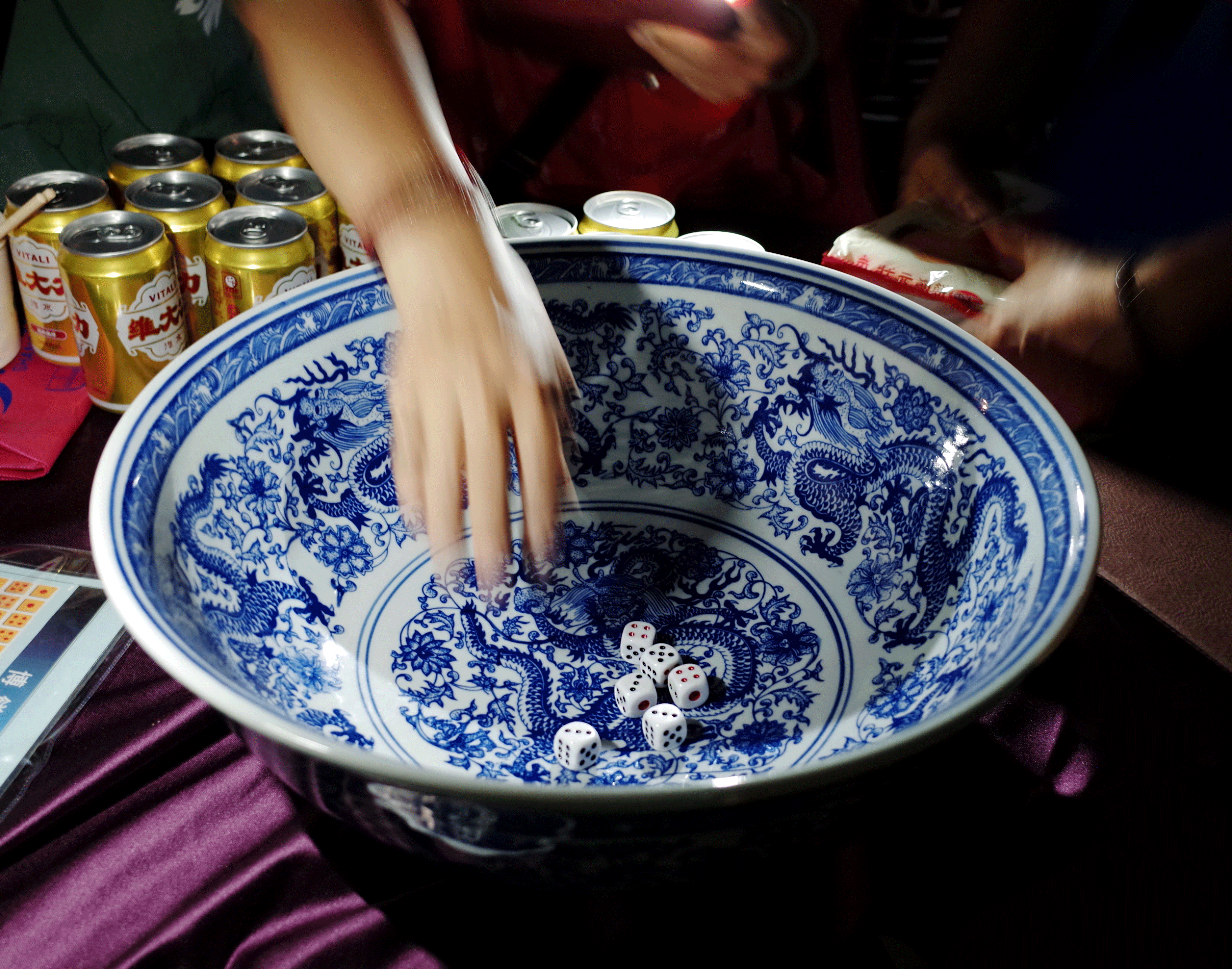
中秋博餅有「取秋闈奪元」與鄭成功傳說等起源

### 馬祖燒塔、打野狐
馬祖南竿鄉仁愛村於中秋時將磚頭推疊成一座座預留火孔的圓塔後，放置可燃廢棄物於塔中 (除舊佈新)，再紛紛投擲火種進入塔中。投中者能帶來好運。現今結合疊塔祈福、扭白丸、團圓宴、踩街游藝等極富特色的文化行旅，國軍駐軍亦不時共襄盛舉。
東莒與西莒地方又流行中秋夜打野狐，又稱「逐野貓」(狐妖)。由男性、兒童手持瀝青火把，女性執燈籠，在「打狐聲」的傳統鼓吹隊的引領下，口喊「野貓火燒著」訣令、一邊繞巡村莊而行，並在終點將火把投入火堆或燒塔中。野狐除了代表妨害農作的狐狸，也代表無形的妖邪，祈以神火之力驅散黑暗與穢氣，並為村落帶來好運。 

### 金門中秋博餅
博餅、搏餅（跋餅/pua̍h-piánn）為金門的中秋夜的傳統娛樂。起源有「國姓爺說」、「秋闈說」、「占卜說」等主張。習俗為人們在中秋餅上寫著紅色「元」字，準備六顆骰子，只要擲出四、五紅點者便被認定為是「取秋闈奪元」的吉兆。故又稱為「會餅」或「餅金」。參與者只要擲骰子擲出四、五個紅點者便被認定為「奪元」吉兆，勝負依序為六普、狀元、對堂、三紅、四進、二舉、一秀。金門博餅有鼓勵士子考取功名、奪取狀元之意涵，流傳近三百年。

## 祭典

### 石頭公、樹王公

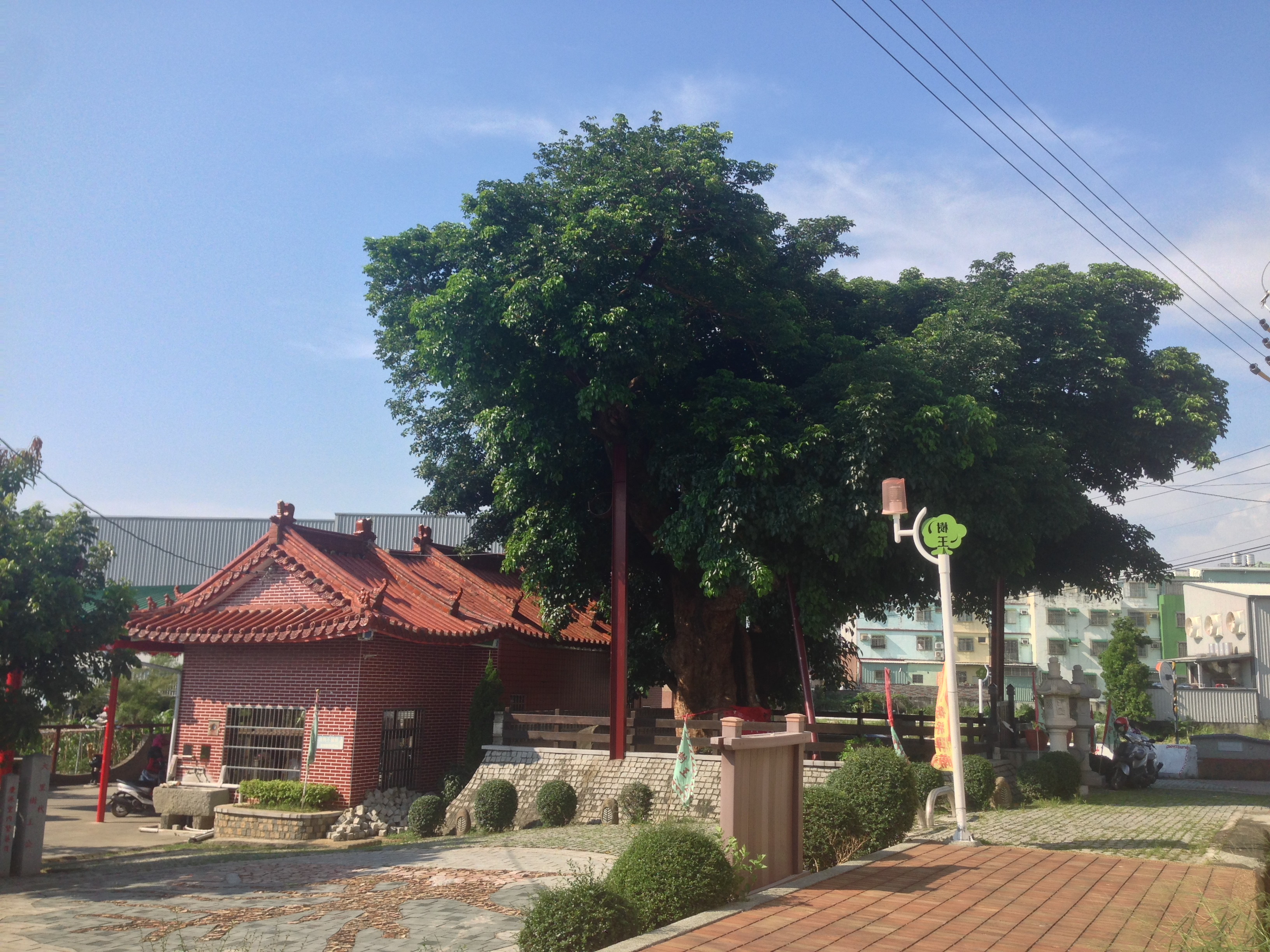
涼傘樹樹王公由六顆樹木長成，為大里杙信仰中心之一。

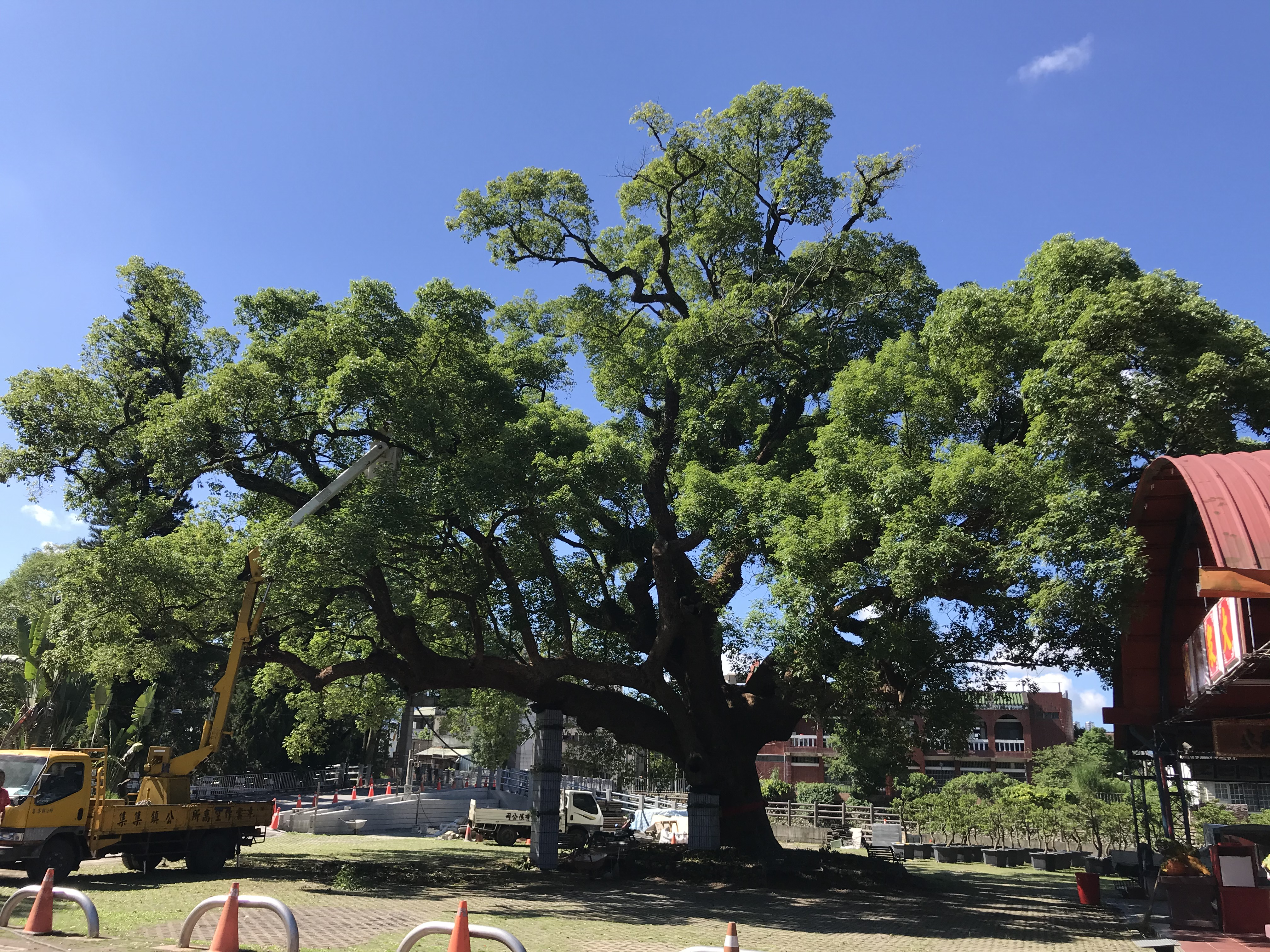
「集集大樟樹」樹王公。

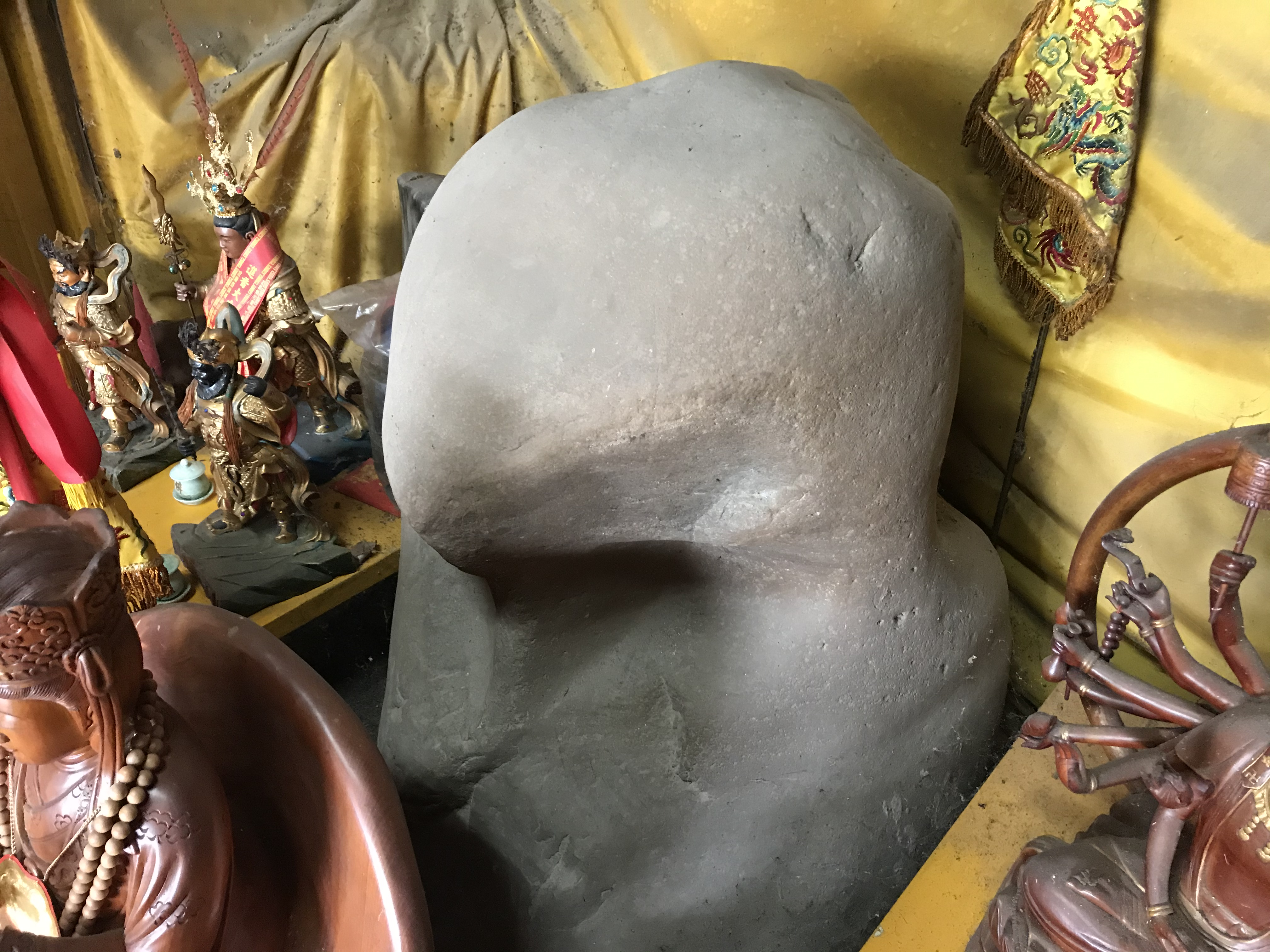
大甲溪河神廟溪王公。

農業社會除了首重社神土地公 (福德正神) 外，岩石的堅硬與巨大、樹木的繁茂根深同被賦予神性，自然被人聯想為土地豐收富饒、健壯硬朗，與「社神顯化」、「化胎」的象徵。尤其土、木、石、林的關係本密不可分，亦為社祭信仰的一部分。
各地知名的神樹包括：台中涼傘樹樹王公、屏東里港茄苳尊王和宜蘭頭份大樹公等。

#### 拜契
民間常見的石頭公與大樹公除了鎮守地方外，同時是兒童的守護神。古代水土多瘴癘災亂、醫術不彰，嬰兒易早夭；故民間有認石頭公與大樹公作契子、結綰絭 (掛貫) 的習俗。各地掛貫、換貫時間不等，皆祈禱神石、神樹的超凡性，保佑兒童度過關煞、好教養。

### 拜溪王
由於台灣溪流具有河身短、坡陡急流、易改道等特徵；加上西濱地區地勢地窪，豐水枯水期流量變化劇烈，遇強降雨、汛期或颱災往往溪水暴漲、洪水氾濫或海水倒灌，各地均有拜溪王之俗，如桃園縣急水溪中莊仔拜溪、彰化縣大城鄉台西村、雲林縣二崙鄉等地有祭拜「濁水溪王」、「拜溪墘」、「拜堤防」或「石敢當」等祭典。其中又以濁水溪流域的水崇拜祭儀為盛祈以豐盛供品祭拜天地、溪王，並為沿岸鬼神普渡慰靈，保佑村莊安寧。
澎湖七美島務農人多於中秋夜祭拜田園的「田頭田尾」與好兄弟，當地稱為「園頭公」。

### 拜風獅爺
風獅爺是金門民間信仰代表鎮風、鎮煞與辟邪之厭勝物。金門風獅爺聖誕例祭日依照各地祭拜習俗不同，若無明確神誕日，多以農曆八月十五日為聖誕千秋日。是日，信眾多備牲禮素果、酬神燃金以敬神。

### 宗祠、節孝祠、蒸嘗會

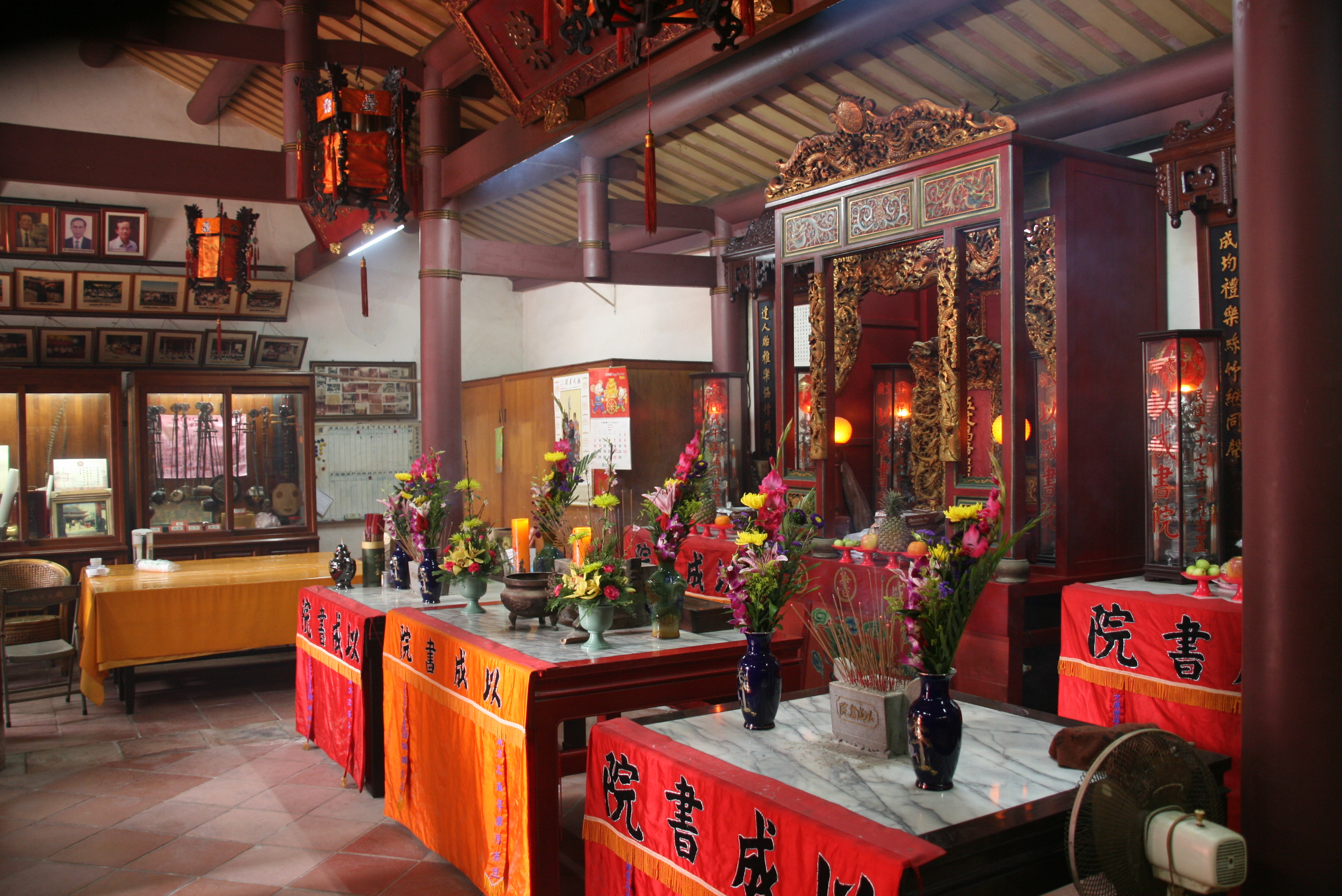
以成書院保存古老聖廟釋奠儀節，昔時搶智慧毛以求「秋闈」奪元。

步入農曆八月各地開始奉祀宗廟家祠，每年春秋二大祭又以「秋祭」最為隆重。彰化節孝祠為全台現存唯一獨立設祠的節婦烈女之祠堂。每年逢春秋兩祭，節婦烈女其後裔齊聚一堂祭祀先祖。從秋節開始乃至重陽、冬至，全國各大氏族或祭祀公業開始主持宗廟祖祠的合族祭祀與「蒸嘗」(即分紅)

### 大成至聖釋奠、武聖祀典
秋旬上丁日為大成至聖先師孔子公之釋奠秋季祭禮，又值八月十五「秋闈」民眾自古就有拔取太牢智慧毛的習俗。
當今台灣並行「雅樂十三音」與現代復制的「大成樂章」制度。古時台灣文廟釋奠均採取原始十三音聖樂。1970年代除台南孔廟外，全國紛紛重訂祭祀禮樂與服制儀軌，以首善的台北孔廟為觀瞻。台南孔廟以成書院保留僅存最古老雅樂儀軌，登錄列為法定民俗。台南府城祀典武廟亦以三獻佾舞舉行武聖釋奠秋祭。

## 鄉土民俗
全台各地流傳著許多獨特的鄉土風俗。以下謹列出具代表之民俗。若為法定無形文化資產，均使用原登錄之名稱。
| 名稱                    | 寫真 | 種類             | 概述 | 所在地                     | 文資登錄 |
| ----------------------- | ---- | ---------------- | --- | -------------------------- | -------- |
| 中秋土地公拐            |      | 民俗             | 是一種安插於田邊或路邊的竹、蘆葦桿，形制大致為長約三尺、剖開頭段夾入榕枝、金紙並橫插三枝清香的厭勝物。象徵有土地公管轄農事，袪除災害、保佑豐年。象徵土地公拄著拐杖幫忙巡田水。臺灣北部農人多於端午節，中南部多於中秋節。                                                                             | 台灣中部、南部             |          |
| 三角湧迎尪公遶境        |      | 儀式、祭典、節慶 | 三峽先民墾拓不易，時遭逢疫病與族群衝突。故先民奉祀原鄉守護神，祈求以神力庇佑鄉里、調解原漢衝突並驅除採茶蟲害。正月迎祖師、八月迎尪公 (保儀尊王) 寓意整年平安。範圍涵蓋今日的三峽區、鶯歌區、樹林區柑園、桃園大溪區中庄。                                                                             | 新北市三峽區等傳統七股聚落 | 市定民俗 |
| 三灣石母祠祭祀          |      |                  | 三灣鄉一帶的信眾為求小孩平安成長有供奉石母娘娘之習俗。時值中秋節廟方會給小孩一枚古銅錢，以紅線串起綰絭做為護身符配帶，以示認石母娘娘作契子得以平安健康成長。 | 苗栗縣三灣鄉等地           |          |
| 彰化節孝祠秋祭          |      |                  | 興建於 1887 年的「彰化節孝祠」，共入祀中部地區462名節孝烈婦之神位。每屆秋祭，均由市長主祭與節婦烈女之家族後人等行三獻禮，以弔念、追慕先人的節義與孝行。 | 彰化市                     |          |
| 濁水溪溪王祭            |      | 民俗、宗教       | 大城台西村拜溪王習俗，最早可追溯至1898年之戊戌大水災，或1920年的農曆7月16日B091號颱風。嚴重風災使濁水溪暴漲、海水倒灌，台西村遭遇生存危機；顯榮宮主祀的五府千歲顯靈，衝入濁水溪「撩溪」化解。故此後農曆7月16日就成了村民於「下海墘堤防」拜溪王之日。                                                 | 彰化縣大城鄉               |          |
| 崙背水汴頭澹仔火迎暗境  |      |                  | 水汴頭崇賢寺「迎暗景慶中秋」原古代先民為防禦盜賊侵擾，夜裡於「隘丁寮」執火把「顧更」的守衛儀式；如今演變為「中秋節迎暗景」火把遶境的活動。 | 雲林縣崙背鄉               | 縣定民俗 |
| 竹山林圯埔迎暗景        |      |                  | 古代斗六街、林圯埔街皆有舉行演劇秋報酬神之儀式。竹山老街擇中秋節旬之夜中，舉著竹管仔火把迎接本土福神遶境。古代水沙連堡地區為台灣竹產業、造紙產業之重鎮，鄉民與信徒舉竹管火把夜巡暗訪之俗應運而生。                                                                                                   | 南投縣竹山鎮               |          |
| 大成至聖先師釋奠典禮    |      | 信仰             | 秋旬上丁日為大成至聖先師孔子之釋奠秋季祭禮。又值八月十五秋闈，民眾自古就有釋奠祭禮後爭相拔取太牢智慧毛的習俗，以求孔子公庇佑奪元。台南孔廟以成書院保留全國僅存唯一、最古老的「雅樂十三音」聖樂儀軌系統。                                                                                             | 台南市中西區               | 市定民俗 |
| 埤仔頭鎮福社分新丁粿    |      | 民俗             | 有別於全台新丁禮俗多於元宵進行，鳳山縣舊城北門緣於農曆八月竣工，鎮守角頭廟「埤仔頭鎮福社」即擇中秋行例祭。只要生新丁或男嬰，民眾就會肩挑新丁紅龜粿答謝土地公添丁賜福。亦有信眾會向值年爐主多繳丁口錢，以望盼神明收到疏文後，來年會補上不足的丁數，讓家中添新壯丁。鎮福社轄下兩里，故新丁粿規模盛大。 | 高雄市左營區               |          |
| 岡山籃籗會 (籃筐會)     |      | 民俗             | 「籃籗會」乃源於岡山區南北鄰接鳳山與府城、西通彌陀與永安之海陸商業輻輳，昔日來自雲嘉南的貨主齊聚市仔趕集、墟場交易為以竹類民藝品為主，如：竹籠、竹籃、竹椅、扁擔、竹畚箕等農家用具等，故稱為「籃籗會」(Nâ-á-khah-hōe)，或岡山籃筐會 (Nâ-á-khing-hōe)。                                               | 高雄市岡山區               |          |
| 岡山壽天宮義民秋祭      |      | 民俗             | 古代阿公店地方治安不佳，時有盜匪侵擾。岡山人供奉因保鄉衛民，與盜匪搏鬥犧牲的英靈入義民廟陪祀，以資感念。農曆九月十五則為義民爺生，日治時代之義民祭典尤為盛大。 | 高雄市岡山區               |          |
| 美濃水鴨公食俗          |      | 民俗             | 中秋富涵「月圓人團圓」寓意，村莊時值台灣菜鴨或番鴨 (水鴨) 成熟期與入秋，傳統社會或有為烹煮火鍋圍爐過節，今高雄美濃地區仍有食「水鴨公」火鍋料理食俗。 | 高雄市美濃區               |          |
| 礁溪中秋盪鞦韆 (幌鞦韆) |      | 民俗             | 古時農閒時分，傳統村莊或廟宇會設宴食福、歌仔戲演劇感謝秋收，或架「中秋棚」盪鞦韆踢鈴鐺來禳災度節、交誼同歡。礁溪鞦韆架採五峰旗山之巨杉，由鞦韆師傅黃文夫師傅帶領團隊共同搭建。 | 宜蘭縣礁溪鄉               |          |
| 員山結頭份大樹公        |      |                  | 「結頭份大樹公」為樹形巨大的台灣原生種茄苳樹，因樹形巨大被信眾認定為系社神顯化的神樹，故成信仰中心，村民慣習以自己給大樹公當義子以祈與神樹一樣勇猛健壯。每年農曆8月15日中秋節信徒供奉四色金及月餅前來祭拜並「換絭」，直至小孩年滿16歲為止。                                                          | 宜蘭縣員山鄉               | 文化景觀 |
| 頭城貓將軍例祭          |      |                  | 相傳1875年間，有一貓妖 (或山貓精) 在頭城福德坑為害鄉里、散播疫病。村民建「天神宮」奉祀貓妖隨即升格地方守護神，即今日之「福德坑將軍廟」。例祭擇定於中秋節。 | 宜蘭縣頭城鎮               |          |
| 金門中秋博餅            |      | 節慶             | 八月十五為古代鄉試日子，金門流行在中秋餅上寫著紅色「元」字，並準備六顆骰子，只要在碗公中擲出四、五紅點者便被認定為是「取秋闈奪元」的吉兆。以期鼓勵士子考取功名、奪取狀元之寓意。 | 金門縣                     | 縣定民俗 |
| 馬祖鐵板村燒塔          |      |                  | 馬祖南竿鄉仁愛村於中秋時將磚頭推疊成一座座預留火孔的圓塔後，放置可燃廢棄物於塔中 (除舊佈新)，再紛紛投擲火種進入塔中。投中者能帶來好運。現今為中秋極富特色的文化行旅，國軍駐軍亦不時共襄盛舉。 | 連江縣南竿鄉               |          |
| 馬祖提燈打野狐          |      |                  | 東莒與西莒又流行中秋夜打野狐，又稱「逐野貓」(狐妖)。由男性、兒童手持瀝青火把，女性執燈籠，在「打狐聲」的傳統鼓吹隊的引領下，口喊「野貓火燒著」訣令、一邊繞巡村莊而行，並在終點將火把投入火堆或燒塔中。野狐除了代表危害農作的狐狸，也代表無形的妖邪，祈以神火之力驅散黑暗與穢氣，並為村落帶來好運。   | 連江縣莒光鄉               |          |